# David Muntaner Juaneda
David Muntaner Juaneda (Palma, 12 de juliol de 1983) és un ciclista mallorquí que competeix en pista. Ha participat en els Jocs Olímpics de Pequín i de Jocs Olímpics de Londres, aconseguint dos diplomes olímpics.
L'any 2013 va aconseguir la medalla d'argent al Campionat del món a Minsk en la prova de Madison juntament amb Albert Torres. L'any següent, la mateixa parella, va aconseguir pujar al primer lloc.

## Palmarès en pista
- 2003
  -  Campió d'Espanya en Scratch
- 2008
  -  Campió d'Espanya de persecució per equips (amb Miquel Alzamora, Albert Torres i Toni Tauler)
- 2009
  -  Campió d'Espanya de Persecució
  -  Campió d'Espanya en Scratch
- 2010
  -  Campió d'Espanya de Madison (amb Albert Torres)
  -  Campió d'Espanya de Velocitat per equips (amb David Alonso i Tomeu Gelabert)
  -  Campió d'Espanya en Òmnium
- 2011
  -  Campió d'Espanya de Madison (amb Albert Torres)
  -  Campió d'Espanya de persecució per equips (amb Jaume Albert Muntaner, Albert Torres i Vicente Pastor)
  -  Campió d'Espanya de Persecució
  -  Campió d'Espanya de Puntuació
  -  Campió d'Espanya en Òmnium
- 2012
  -  Campió d'Espanya de Madison (amb Albert Torres)
  -  Campió d'Espanya de persecució per equips (amb Jaume Albert Muntaner, Albert Torres i Francisco Martí)
  -  Campió d'Espanya de Persecució
  -  Campió d'Espanya en Scratch
- 2013
  -  Medalla de plata al Campionat del Món en Madison (amb Albert Torres)
  -  Campió d'Espanya de Madison (amb Albert Torres)
  -  Campió d'Espanya de persecució per equips (amb Jaume Albert Muntaner, Albert Torres i Vicente Pastor)
  -  Campió d'Espanya de Puntuació
- 2014
  -  Campió del món de Madison (amb Albert Torres)
- 2015
  -  Campió d'Espanya de persecució per equips (amb Jaume Albert Muntaner, Albert Torres i Xavier Cañellas)

### Resultats a laCopa del Món
- 2008-2009
  - 1r a Melbourne, en Madison (amb Unai Elorriaga)
- 2013-2014
  - 1r a Aguascalientes, en Madison (amb Albert Torres)